# 宇土郡
- 令制国一覧 > 西海道 > 肥後国 > 宇土郡
- 日本 > 九州地方 > 熊本県 > 宇土郡

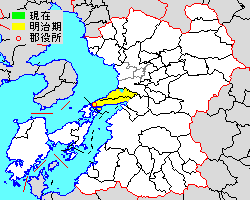
熊本県宇土郡の位置（水色：後に他郡から編入した区域）

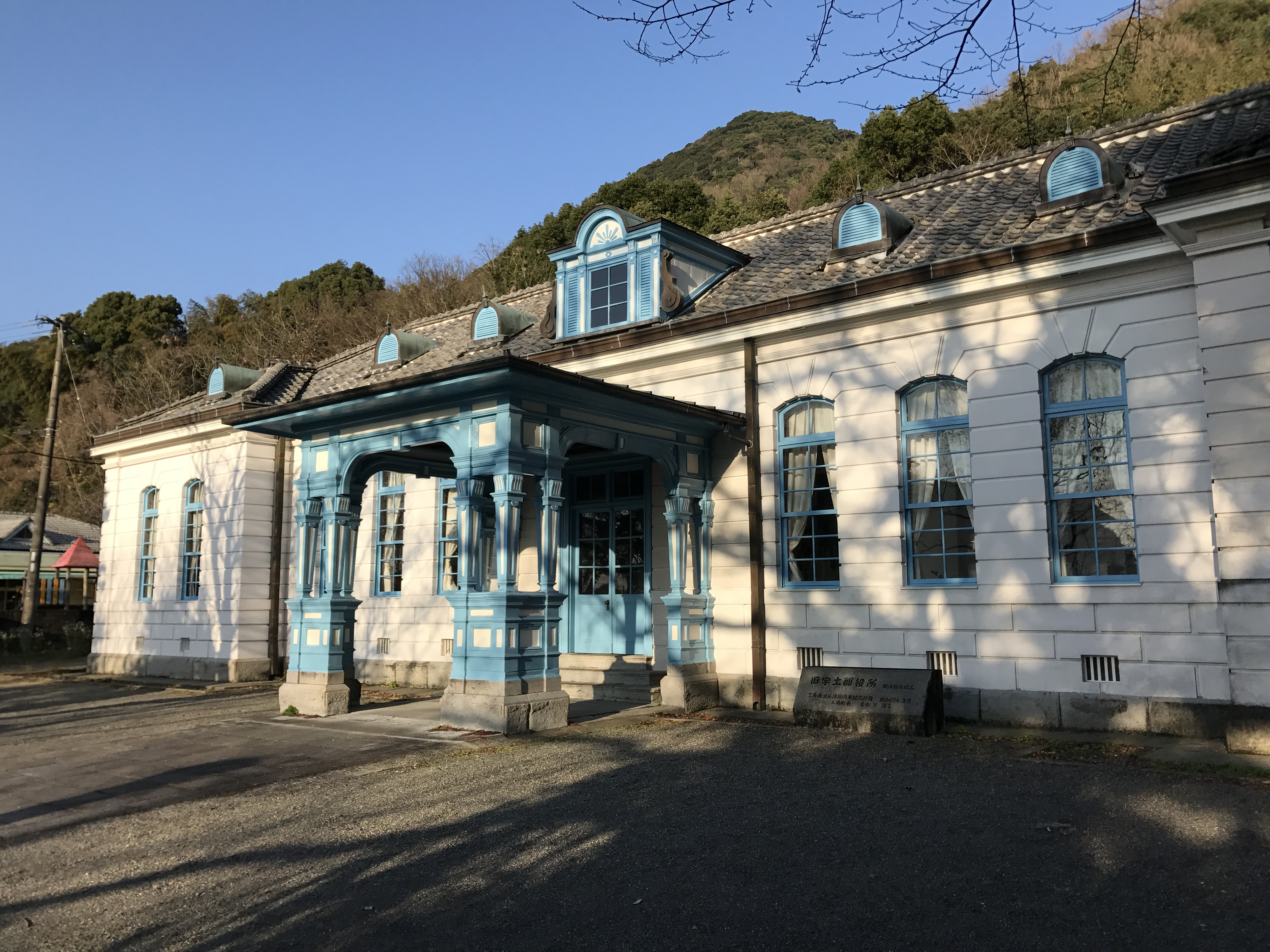
三角西港にある旧宇土郡役所（現・日本海洋資格センター九州海技学院）

宇土郡（うとぐん）は、熊本県（肥後国）にあった郡。

## 郡域
1879年（明治12年）に行政区画として発足した当時の郡域は、下記の区域にあたる。
- 宇土市の大部分（走潟町を除く）
- 宇城市の一部（三角町各町・不知火町各町）

## 歴史

### 近世以降の沿革
- 明治初年時点では全域が肥後熊本藩領であった。「旧高旧領取調帳」に記載されている明治初年時点での村は以下の通り。（1町64村）

大口村、大見村、松合村、永尾村、高良村、御領村、柏原村、小曽部村、伊牟田村、下松山村、松山村、境目村、善道寺村、古保里村、立岡村、三日村、佐野村、上古閑村、曽畑村、布古閑村、岩熊村、笹原村、松原村、馬瀬村、築籠村、江部村、宇土町、段原村、城神山村、馬場村、網津村、笠岩村、手場村、里浦村、郡浦村、中村、前越村、戸馳村、波多村、三角浦村、大田尾村、赤瀬村、戸口浦村、下網田村、網田村、長浜村、恵里村、椿原村、飯塚村、神原村、栗崎村、浦上村、網引村、城塚村、下新開村、新開村、伊津野村、鶴見塚村、下恵里村、下椿原村、宮庄村、石橋村、神山村、長崎村、下長崎村
- 幕末 - 干拓地に西松崎村が起立。（1町65村）
- 明治初年 - 干拓地に亀尾村が起立。（1町66村）
- 明治4年
  - 7月14日（1871年8月29日） - 廃藩置県により熊本県（第1次）の管轄となる。それにともない宇土町のうち旧武家地が分立して宇土区となる。（1町1区66村）
  - 11月14日（1871年12月25日） - 第1次府県統合により八代県の管轄となる。
- 明治6年（1873年）1月15日 - 白川県の管轄となる。
- 明治7年（1874年）（1町1区58村）
  - 恵里村・飯塚村・下恵里村が合併して恵塚村となる。
  - 神原村・神山村が合併して神合村となる。
  - 伊津野村・鶴見塚村が合併して野鶴村となる。
  - 西松崎村・亀尾村が合併して亀松村となる。
  - 下新開村が新開村に、下椿原村が椿原村に、下長崎村が長崎村にそれぞれ合併。
- 明治8年（1875年）12月10日 - 熊本県（第2次）の管轄となる。
- 明治9年（1876年）（1町1区52村）
  - 三日村・佐野村が合併して花園村となる。
  - 上古閑村・曽畑村・布古閑村・岩熊村が合併して岩古曽村となる。
  - 城神山村・馬場村が合併して神馬村となる。
  - 下松山村が松山村に合併。
- 明治12年（1879年）
  - 1月20日 - 郡区町村編制法の熊本県での施行により、行政区画としての宇土郡が発足。「宇土下益城郡役所」が宇土町に設置され、下益城郡とともに管轄。
  - 宇土区が宇土町に合併。（1町52村）

### 町村制以降の沿革

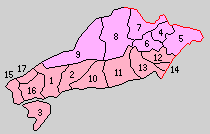
1.中村 2.郡浦村 3.戸馳村 4.宇土町 5.花園村 6.轟村 7.緑川村 8.網津村 9.網田村 10.大岳村 11.松合村 12.不知火村 13.長崎村 14.高良村 15.三角浦村 16.波多村 17.大田尾村（桃：宇土市 赤：宇城市）

- 明治22年（1889年）4月1日 - 町村制の施行により、以下の町村が発足。（1町16村）
  - 中村 ← 中村、前越村（現・宇城市）
  - 郡浦村、戸馳村（それぞれ単独村制。現・宇城市）
  - 宇土町 ← 宇土町、段原村、築籠村、江部村、松原村（現・宇土市）
  - 花園村 ← 岩古曽村、花園村、立岡村、古保里村、善道寺村、境目村、松山村（現・宇土市）
  - 轟村 ← 栗崎村、石橋村、神合村、宮庄村、椿原村、神馬村（現・宇土市）
  - 緑川村 ← 馬瀬村、野鶴村、恵塚村、新開村、笹原村、城塚村（現・宇土市）
  - 網津村 ← 網引村、網津村、笠岩村（現・宇土市）
  - 網田村 ← 長浜村、網田村、下網田村、戸口浦村、赤瀬村（現・宇土市）
  - 大岳村 ← 里浦村、手場村、大口村（現・宇城市）
  - 松合村 ← 大見村、松合村、永尾村（現・宇城市）
  - 不知火村 ← 御領村、柏原村、小曽部村、浦上村、伊牟田村（現・宇城市）
  - 長崎村 ← 長崎村、亀松村（現・宇城市）
  - 高良村、三角浦村、波多村、大田尾村（それぞれ単独村制。現・宇城市）
- 明治29年（1896年）6月1日 - 郡制を施行。郡役所が三角浦村に設置。
- 明治32年（1899年）
  - 3月30日（1町12村）
    - 三角浦村・波多村・大田尾村が合併して三角村が発足。
    - 不知火村・長崎村・高良村が合併し、改めて不知火村が発足。

  - 4月1日 - 中村・郡浦村が合併し、改めて郡浦村が発足。（1町11村）
- 明治35年（1902年）9月26日 - 三角村が町制施行して三角町となる。（2町10村）
- 大正5年（1916年）5月1日 - 松合村が町制施行して松合町となる。（3町9村）
- 大正12年（1923年）4月1日 - 郡会が廃止。郡役所は存続。
- 大正15年（1926年）7月1日 - 郡役所が廃止。以降は地域区分名称となる。
- 昭和29年（1954年）
  - 4月1日 - 宇土町・花園村・轟村・緑川村・網津村が合併し、改めて宇土町が発足。（3町5村）
  - 10月1日 - 不知火村の一部（伊無田）および飽託郡走潟村が宇土町に編入。
- 昭和30年（1955年）2月1日 - 三角町・戸馳村・郡浦村・大岳村が合併し、改めて三角町が発足。（3町2村）
- 昭和31年（1956年）9月30日 - 不知火村・松合町が合併して不知火町が発足。（3町1村）
- 昭和33年（1958年）10月1日 - 網田村が宇土町に編入。宇土町が即日市制施行して宇土市となり、郡より離脱。（2町）
- 平成17年（2005年）1月15日 - 三角町・不知火町が下益城郡松橋町・小川町・豊野町と合併して宇城市が発足。同日宇土郡消滅。

### 変遷表
| 明治22年以前 | 明治22年4月1日 | 明治22年 - 昭和19年      | 明治22年 - 昭和19年      | 昭和20年 - 昭和29年          | 昭和30年 - 昭和63年          | 平成元年 - 現在              | 現在   |
| ------------ | -------------- | ------------------------ | ------------------------ | ---------------------------- | ---------------------------- | ---------------------------- | ------ |
|              | 宇土町         | 宇土町                   | 宇土町                   | 昭和29年4月1日 宇土町        | 昭和33年10月1日 市制         | 宇土市                       | 宇土市 |
|              | 花園村         | 花園村                   | 花園村                   | 昭和29年4月1日 宇土町        | 昭和33年10月1日 市制         | 宇土市                       | 宇土市 |
|              | 轟村           | 轟村                     | 轟村                     | 昭和29年4月1日 宇土町        | 昭和33年10月1日 市制         | 宇土市                       | 宇土市 |
|              | 緑川村         | 緑川村                   | 緑川村                   | 昭和29年4月1日 宇土町        | 昭和33年10月1日 市制         | 宇土市                       | 宇土市 |
|              | 網津村         | 網津村                   | 網津村                   | 昭和29年4月1日 宇土町        | 昭和33年10月1日 市制         | 宇土市                       | 宇土市 |
|              | 飽託郡 走潟村  | 飽託郡 走潟村            | 飽託郡 走潟村            | 昭和29年10月1日 宇土町に編入 | 昭和33年10月1日 市制         | 宇土市                       | 宇土市 |
|              | 網田村         | 網田村                   | 網田村                   | 網田村                       | 昭和33年10月1日 宇土町に編入 | 宇土市                       | 宇土市 |
|              | 三角浦村       | 明治32年3月30日 三角村   | 明治35年9月26日 町制     | 三角町                       | 昭和30年2月1日 三角町        | 平成17年1月15日 宇城市の一部 | 宇城市 |
|              | 大田尾村       | 明治32年3月30日 三角村   | 明治35年9月26日 町制     | 三角町                       | 昭和30年2月1日 三角町        | 平成17年1月15日 宇城市の一部 | 宇城市 |
|              | 波多村         | 明治32年3月30日 三角村   | 明治35年9月26日 町制     | 三角町                       | 昭和30年2月1日 三角町        | 平成17年1月15日 宇城市の一部 | 宇城市 |
|              | 戸馳村         | 戸馳村                   | 戸馳村                   | 戸馳村                       | 昭和30年2月1日 三角町        | 平成17年1月15日 宇城市の一部 | 宇城市 |
|              | 大嶽村         | 大嶽村                   | 大嶽村                   | 大嶽村                       | 昭和30年2月1日 三角町        | 平成17年1月15日 宇城市の一部 | 宇城市 |
|              | 郡浦村         | 明治32年4月1日 郡浦村    | 明治32年4月1日 郡浦村    | 郡浦村                       | 昭和30年2月1日 三角町        | 平成17年1月15日 宇城市の一部 | 宇城市 |
|              | 中村           | 明治32年4月1日 郡浦村    | 明治32年4月1日 郡浦村    | 郡浦村                       | 昭和30年2月1日 三角町        | 平成17年1月15日 宇城市の一部 | 宇城市 |
|              | 松合村         | 松合村                   | 大正5年5月1日 町制       | 松合町                       | 昭和31年9月30日 不知火町     | 平成17年1月15日 宇城市の一部 | 宇城市 |
|              | 不知火村       | 明治32年3月30日 不知火村 | 明治32年3月30日 不知火村 | 不知火村                     | 昭和31年9月30日 不知火町     | 平成17年1月15日 宇城市の一部 | 宇城市 |
|              | 高良村         | 明治32年3月30日 不知火村 | 明治32年3月30日 不知火村 | 不知火村                     | 昭和31年9月30日 不知火町     | 平成17年1月15日 宇城市の一部 | 宇城市 |
|              | 長崎村         | 明治32年3月30日 不知火村 | 明治32年3月30日 不知火村 | 不知火村                     | 昭和31年9月30日 不知火町     | 平成17年1月15日 宇城市の一部 | 宇城市 |

## 行政
宇土・下益城郡長
| 代 | 氏名 | 就任年月日                | 退任年月日                | 備考 |
| -- | ---- | ------------------------- | ------------------------- | ---- |
| 1  |      | 明治12年（1879年）1月20日 |                           |      |
|    |      |                           | 明治29年（1896年）3月31日 | 廃官 |

歴代郡長
| 代 | 氏名 | 就任年月日               | 退任年月日                | 備考                   |
| -- | ---- | ------------------------ | ------------------------- | ---------------------- |
| 1  |      | 明治29年（1896年）4月1日 |                           |                        |
|    |      |                          | 大正15年（1926年）6月30日 | 郡役所廃止により、廃官 |